# 梅沢富美男のズバッと聞きます!
『梅沢富美男のズバッと聞きます!』（うめざわとみおのズバッとききます）は、フジテレビ系列で2018年（平成30年）4月18日から2019年（令和元年）9月18日までの毎週水曜日 22:00 - 22:54（JST）に放送されていたトークバラエティ番組で、梅沢富美男の冠番組でもある。
2017年には『金曜プレミアム』枠にてパイロット版として2回の特別番組を放送されている。
略称は『梅ズバッ!』（うめズバッ）。各新聞のテレビ欄においては、この略称で記載されていることもある。

## 概要
当番組は、MCを務める梅沢が「ゲスト芸能人に対し、離婚や不祥事後の心境など聞きにくいことをズバズバ聞いていく」バラエティ番組である。
MCを務める梅沢にとって自身初となる冠番組となる。
進行（お目付役）は2018年10月以降、毎週異なる女性タレントが受け持っている。
2019年9月18日の生放送2時間スペシャルを以って終了した。

## 出演者

### MC
- 梅沢富美男

### 進行
- 池田美優
- 岡田結実
- 柳原可奈子

※阿部の降板以後、主に上記3人が交代で担当。
- 吉田明世

※柳原の妊娠発表後に担当することが増えた。

### レギュラー
- 吉村崇（平成ノブシコブシ）
- 児嶋一哉（アンジャッシュ）
- 小峠英二（バイきんぐ）
- 藤田ニコル

### 進行（過去）
- 阿部哲子 - 2018年9月19日の放送で降板。

## 放送リスト

### 特番時代
| 放送回 | 放送日                 | 放送時間      | ゲスト | 備考                       |
| ------ | ---------------------- | ------------- | --- | -------------------------- |
| 1      | 2017年 7月28日（金曜） | 19:57 - 21:49 | アンミカ、小倉優子、カイヤ、古閑美保、サンシャイン池崎、ジミー大西、テリー伊藤、 中尾明慶、NON STYLE、橋本マナミ、ひかぷぅ、みちょぱ（池田美優） | 『金曜プレミアム』枠で放送 |
| 2      | 12月1日（金曜）        | 19:57 - 21:49 | みちょぱ（池田美優）、紅蘭、小池美由、小島慶子、小峠英二（バイきんぐ）、斎藤司（トレンディエンジェル）、 波乃久里子、保阪尚希                    | 『金曜プレミアム』枠で放送 |

### レギュラー版
| 放送回 | 放送日         | 進行役                           | ゲスト | 備考                                 |
| ------ | -------------- | -------------------------------- | --- | ------------------------------------ |
| 1      | 2018年 4月18日 | 阿部哲子                         | 池田美優、大久保佳代子（オアシズ）、京子スペクター、小峠英二、すみれ、高橋惠子、高畑淳子、とろサーモン、 保阪尚希、細川たかし、杜このみ                                                                                                | 初回2時間SP（21:00 - 22:48）         |
| 2      | 4月25日        | 阿部哲子                         | 池田美優、高畑淳子、長嶋一茂、森泉、森勉、吉村崇（平成ノブシコブシ） |                                      |
| 3      | 5月2日         | 阿部哲子                         | 大久保佳代子（オアシズ）、岡田結実、楠田枝里子、三田寛子、吉村崇 / 吉田羊（ロケ） |                                      |
| 4      | 5月9日         | 阿部哲子                         | 池田美優、いとうあさこ、長嶋一茂、浜内千波 / 広瀬香美（ロケ） |                                      |
| 5      | 5月16日        | 阿部哲子                         | 池田美優、岩尾望（フットボールアワー）、加藤貴子、神田愛花、保阪尚希 |                                      |
| 6      | 5月23日        | 阿部哲子                         | 石原良純、市川九團次、いとうあさこ、岡田結実、松木安太郎、真飛聖 |                                      |
| 7      | 5月30日        | なし                             | カンニング竹山、瀬戸内寂聴、瀬尾まなほ（寂聴の秘書） | 全編京都ロケ                         |
| 8      | 6月6日         | 阿部哲子                         | 岡田結実、長嶋一茂、浜内千波、東尾理子、吉村崇 |                                      |
| 9      | 6月13日        | 阿部哲子                         | 岡田結実、小峠英二、清水宏保、濱口優（よゐこ） / Toshl（X JAPAN）(スペシャルゲスト) |                                      |
| 10     | 6月20日        | 阿部哲子                         | 栗田貫一、小峠英二、コロッケ、清水アキラ、ビジーフォー（グッチ裕三・モト冬樹）、藤田ニコル | [ 4 ]                                |
| 11     | 7月11日        | 阿部哲子                         | 石田純一、東尾理子、森公美子、長嶋一茂、小峠英二、安めぐみ、横山だいすけ | 100分SP（22:00 - 23:34）             |
| 12     | 7月18日        | 阿部哲子                         | 菊池和子、須田亜香里（SKE48）、高畑淳子、長嶋一茂、吉村崇 |                                      |
| 13     | 8月1日         | 阿部哲子                         | 田中卓志（アンガールズ）、藤あや子、村上佳菜子、ヨンア |                                      |
| 14     | 8月8日         | 阿部哲子                         | 池田美優、いとうあさこ、エレナアレジ後藤、桂由美、小島慶子、長嶋一茂、ピーター、藤岡麻美、吉村崇 / 後藤久美子（ロケゲスト） | 2時間SP（21:00 - 22:48）             |
| 15     | 8月15日        | 阿部哲子                         | 石原良純、いとうあさこ、住田裕子、デヴィ・スカルノ、平田進也、吉村崇 | 終活スペシャル                       |
| 16     | 8月22日        | 阿部哲子                         | 池田美優、菊池和子、長嶋一茂、森崎ウィン、山口もえ、吉村崇 |                                      |
| 17     | 8月29日        | 阿部哲子                         | ANZEN漫才、岡田結実、立川志らく、田中卓志、細川たかし |                                      |
| 18     | 9月5日         | 阿部哲子                         | いとうあさこ、加藤登紀子、高橋真麻、峰竜太、横山タカ子（料理研究家）、吉村崇 |                                      |
| 19     | 9月12日        | 阿部哲子                         | 岩尾望、宇佐美蘭、小峠英二、佐伯チズ、国生さゆり、本田朋子 |                                      |
| 20     | 9月19日        | 阿部哲子                         | 小峠英二、美川憲一、中山忍、山口真由 |                                      |
| 21     | 10月3日        | 池田美優                         | 麻生れいみ、虻川美穂子（北陽）、今田美桜、カンニング竹山、菊池和子、白澤卓二、トレンディエンジェル、仁科亜季子、原日出子、柳原可奈子、山田裕貴、ゆりやんレトリィバァ                                                                   | 2時間SP（21:00 - 22:48）             |
| 22     | 10月17日       | 吉村崇（平成ノブシコブシ）       | 紅蘭、関根麻里、西川きよし、西川ヘレン、結城アンナ、渡辺大 |                                      |
| 23     | 10月24日       | 柳原可奈子                       | 児嶋一哉（アンジャッシュ）、小峠英二、東尾理子、丸山桂里奈、森田愛子 |                                      |
| 24     | 10月31日       | 岡田結実                         | 池田美優、岩永徹也、カンニング竹山、長嶋一茂、原日出子、川邉サチコ、中野章三 |                                      |
| 25     | 11月7日        | 岡田結実                         | 麻生れいみ（管理栄養士）、大桃美代子、小峠英二、今野清志（日本リバース院長）、山口真由、ゆりやんレトリィバァ |                                      |
| 26     | 11月14日       | 池田美優                         | 虻川美穂子、ANZEN漫才、川島明（麒麟）、三浦雄一郎、吉村崇 |                                      |
| 27     | 11月21日       | 岡田結実                         | 茂木健一郎、山口真由、湯川れい子、吉村崇 / 志穂美悦子（ロケゲスト） |                                      |
| 28     | 11月28日       | 池田美優                         | 朝田隆（東京医科歯科大学特任教授）、音無美紀子、花園直道、雛形あきこ、松本伊代、村井國夫、吉村崇 |                                      |
| 29     | 12月26日       | 柳原可奈子                       | 池田美優、カンニング竹山、菊池和子、佐野岳、高橋英樹、名取裕子、森勉 / 美輪明宏、森英恵(VTR出演) | 2時間SP（21:00 - 22:48）             |
| 30     | 2019年 1月16日 | 柳原可奈子                       | 池田美優、倉田真由美、小峠英二、どんぐりパワーズ、中川パラダイス（ウーマンラッシュアワー）、浜内千波、山村紅葉、吉村崇 |                                      |
| 31     | 1月23日        | 池田美優                         | 虻川美穂子、ANZEN漫才、小倉優子、カズレーザー（メイプル超合金）、金田朋子、川島明、近藤典子、ナイツ、三浦雄一郎、村田友美子、森渉、吉村崇                                                                                              |                                      |
| 32     | 1月30日        | 池田美優                         | 小田井涼平（純烈）、高橋真麻、みやぞん、村上弘明、村上都、吉村崇、LiLiCo |                                      |
| 33     | 2月6日         | 池田美優                         | Atsushi（ファッション&ライフスタイルプロデューサー）、アンミカ、TRF（ETSU、SAM、CHIHARU）、沢松奈生子、吉村崇 |                                      |
| 34     | 2月13日        | なし                             | 羽田美智子、西川きよし、西川ヘレン、西川かの子、小峠英二 | 全編京都ロケ                         |
| 35     | 2月20日        | 柳原可奈子                       | 桐山照史・藤井流星（ジャニーズWEST）、長嶋一茂、馬場裕之（ロバート）、森公美子 |                                      |
| 36     | 2月27日        | 池田美優                         | カンニング竹山、北村匠海（DISH//）、三浦豪太・三浦雄一郎親子、Mr.シャチホコ・みはる夫妻、山口もえ |                                      |
| 37     | 3月6日         | 岡田結実                         | 黒羽麻璃央、沢松奈生子、西村真翔、村上弘明、村上都、吉村崇 |                                      |
| 38     | 3月13日        | 岡田結実                         | 大空眞弓、長嶋一茂、花田虎上、松本伊代、吉村崇 / スギちゃん、かなで（3時のヒロイン）（ロケゲスト） |                                      |
| 39     | 3月20日        | 柳原可奈子                       | 小峠英二、高田秋、神宮寺勇太・永瀬廉（King & Prince）、石村友見、井上咲楽、清水よし子、西村知美、有村藍里、丸山桂里奈、マロン、LiLiCo、池上季実子、沢松奈生子、吉村崇                                                                  | 2時間SP（21:00 - 22:48）             |
| 40     | 4月10日        | 池田美優（前半）岡田結実（後半） | （前半）浅野ゆう子、石田純一、風間トオル、陣内孝則、柳葉敏郎、向井慧（パンサー）、吉村崇（後半）阿部知代、河野景子、近藤サト、武田祐子、山村美智、佐野瑞樹（フジテレビアナウンサー）、大久保佳代子、カンニング竹山、小峠英二、山本美月 | 2時間SP（21:00 - 22:48）             |
| 41     | 4月17日        | 沢松奈生子                       | 天野浩成、石田純一、東尾理子、雛形あきこ、ギャル曽根、ビビる大木 |                                      |
| 42     | 4月24日        | なし                             | 長嶋一茂 | 全編千葉県・いすみ市ロケ             |
| 43     | 5月1日         | 吉田明世                         | みのもんた、カズレーザー、カンニング竹山、紅蘭、沢松奈生子、平野早苗、大和田伸也、亀田興毅、林下清志、板東英二、峰竜太、山路徹、リア・ディゾン、ルビーモレノ                                                                           | 2時間SP（21:00 - 22:48）             |
| 44     | 5月15日        | 吉田明世                         | 菊池和子、磯野貴理子、玉井詩織（ももいろクローバーZ）、丸岡いずみ、向井慧、ゆりやんレトリィバァ |                                      |
| 45     | 5月22日        | 池田美優                         | 石原良純、児嶋一哉、髙橋海人（King & Prince）、中山秀征、松本明子、マルシア、吉村崇 |                                      |
| 46     | 5月29日        | 藤田ニコル                       | 大原優乃、ぎんしゃむ、床嶋佳子、西尾まり、ヒロシ、吉村崇 |                                      |
| 47     | 6月5日         | なし                             | 京子スペクター、小島慶子、すみれ、浜内千波、広瀬香美、保阪尚希、美川憲一、岡田結実、黒羽麻璃央、西村真翔、村上弘明、村上都、吉村崇 | 総集編                               |
| 48     | 6月12日        | 吉田明世                         | 石川弘樹、岡田結実、小峠英二、鈴木拓（ドランクドラゴン）、長嶋一茂、南谷真鈴/笈川幸司、相馬よよか、若宮正子（VTRゲスト） |                                      |
| 49     | 6月19日        | 池田美優                         | 児嶋一哉、小峠英二、小林星蘭、酒井一圭（純烈）、杉田かおる、鈴木福、谷花音 |                                      |
| 50     | 6月26日        | 吉田明世                         | 相川七瀬、岡本真夜、DJ KOO、永井真理子、hitomi、マーク・パンサー、児嶋一哉、高橋真麻、平野ノラ、吉村崇、ゆりやんレトリィバァ |                                      |
| 51     | 7月3日         | 吉田明世                         | 村上弘明、村上都、中澤希水、熊谷真実、杉浦太陽、辻希美、吉村崇 |                                      |
| 52     | 7月10日        | 池田美優                         | IMALU、岩尾望、児嶋一哉、ゆりやんレトリィバァ、飯田圭織、矢口真里、保田圭、モーニング娘。'19 |                                      |
| 53     | 7月17日        | 馬場ももこ                       | 長嶋一茂 | 全編金沢絶品グルメ旅ロケ             |
| 54     | 7月31日        | 岡田結実                         | 茂森あゆみ、佐藤弘道、はいだしょうこ、小林よしひさ、横山だいすけ、関根麻里、山口もえ、吉村崇 |                                      |
| 55     | 8月7日         | 岡田結実（前半）吉田明世（後半） | （前半）茂森あゆみ、佐藤弘道、はいだしょうこ、小林よしひさ、横山だいすけ、関根麻里、山口もえ、吉村崇（後半）相川七瀬、岡本真夜、DJ KOO、永井真理子、hitomi、マーク・パンサー、児嶋一哉、高橋真麻、平野ノラ、吉村崇                     |                                      |
| 56     | 8月21日        | 池田美優                         | アンドーひであき、コロッケ、清水アキラ、原口あきまさ、ビューティーこくぶ、ミラクルひかる、モト冬樹、りんごちゃん、小峠英二、吉村崇 |                                      |
| 57     | 8月28日        | 吉田明世                         | 〈昭和世代〉尾木直樹、カンニング竹山、立川志らく、東尾理子、中尾彬、清原博〈平成・令和世代〉池田美優、佐久間大介（Snow Man / ジャニーズJr.）、松丸亮吾、宮舘涼太（Snow Man／ジャニーズJr.）、夢屋まさる                                |                                      |
| 58     | 9月11日        | 吉田明世                         | 池田美優、小峠英二、眞鍋かをり、吉村崇、小林真作 |                                      |
| 59     | 9月18日        | 吉田明世                         | 〈昭和世代〉カンニング竹山、小島慶子、小峠英二、長嶋一茂、東国原英夫、宮根誠司、八代英輝、吉村崇〈平成・令和世代〉池田美優、岡田結実、竹俣紅、谷まりあ、馬場ももこ、春名風花、松丸亮吾、夢屋まさる                                     | 最終回2時間SP（21:05 - 22:53）生放送 |

## ネット局
| 放送対象地域   | 放送局                    | 系列                                         | 放送時間           | 備考       |
| -------------- | ------------------------- | -------------------------------------------- | ------------------ | ---------- |
| 関東広域圏     | フジテレビ（CX）          | フジテレビ系列                               | 水曜 22:00 - 22:54 | 制作局     |
| 北海道         | 北海道文化放送（uhb）     | フジテレビ系列                               | 水曜 22:00 - 22:54 | 同時ネット |
| 岩手県         | 岩手めんこいテレビ（mit） | フジテレビ系列                               | 水曜 22:00 - 22:54 | 同時ネット |
| 宮城県         | 仙台放送（OX）            | フジテレビ系列                               | 水曜 22:00 - 22:54 | 同時ネット |
| 秋田県         | 秋田テレビ（AKT）         | フジテレビ系列                               | 水曜 22:00 - 22:54 | 同時ネット |
| 山形県         | さくらんぼテレビ（SAY）   | フジテレビ系列                               | 水曜 22:00 - 22:54 | 同時ネット |
| 福島県         | 福島テレビ（FTV）         | フジテレビ系列                               | 水曜 22:00 - 22:54 | 同時ネット |
| 新潟県         | 新潟総合テレビ（NST）     | フジテレビ系列                               | 水曜 22:00 - 22:54 | 同時ネット |
| 長野県         | 長野放送（NBS）           | フジテレビ系列                               | 水曜 22:00 - 22:54 | 同時ネット |
| 静岡県         | テレビ静岡（SUT）         | フジテレビ系列                               | 水曜 22:00 - 22:54 | 同時ネット |
| 富山県         | 富山テレビ（BBT）         | フジテレビ系列                               | 水曜 22:00 - 22:54 | 同時ネット |
| 石川県         | 石川テレビ（ITC）         | フジテレビ系列                               | 水曜 22:00 - 22:54 | 同時ネット |
| 福井県         | 福井テレビ（FTB）         | フジテレビ系列                               | 水曜 22:00 - 22:54 | 同時ネット |
| 中京広域圏     | 東海テレビ（THK）         | フジテレビ系列                               | 水曜 22:00 - 22:54 | 同時ネット |
| 近畿広域圏     | 関西テレビ（KTV）         | フジテレビ系列                               | 水曜 22:00 - 22:54 | 同時ネット |
| 島根県・鳥取県 | 山陰中央テレビ（TSK）     | フジテレビ系列                               | 水曜 22:00 - 22:54 | 同時ネット |
| 岡山県・香川県 | 岡山放送（OHK）           | フジテレビ系列                               | 水曜 22:00 - 22:54 | 同時ネット |
| 広島県         | テレビ新広島（tss）       | フジテレビ系列                               | 水曜 22:00 - 22:54 | 同時ネット |
| 愛媛県         | テレビ愛媛（EBC）         | フジテレビ系列                               | 水曜 22:00 - 22:54 | 同時ネット |
| 高知県         | 高知さんさんテレビ（KSS） | フジテレビ系列                               | 水曜 22:00 - 22:54 | 同時ネット |
| 福岡県         | テレビ西日本（TNC）       | フジテレビ系列                               | 水曜 22:00 - 22:54 | 同時ネット |
| 佐賀県         | サガテレビ（sts）         | フジテレビ系列                               | 水曜 22:00 - 22:54 | 同時ネット |
| 長崎県         | テレビ長崎（KTN）         | フジテレビ系列                               | 水曜 22:00 - 22:54 | 同時ネット |
| 熊本県         | テレビ熊本（TKU）         | フジテレビ系列                               | 水曜 22:00 - 22:54 | 同時ネット |
| 宮崎県         | テレビ宮崎（UMK）         | フジテレビ系列 日本テレビ系列 テレビ朝日系列 | 水曜 22:00 - 22:54 | 同時ネット |
| 鹿児島県       | 鹿児島テレビ（KTS）       | フジテレビ系列                               | 水曜 22:00 - 22:54 | 同時ネット |
| 沖縄県         | 沖縄テレビ（OTV）         | フジテレビ系列                               | 水曜 22:00 - 22:54 | 同時ネット |
| 大分県         | テレビ大分（TOS）         | フジテレビ系列 日本テレビ系列                | 水曜 9:50 - 10:50  | 遅れネット |
| 青森県         | 青森放送（RAB）           | 日本テレビ系列                               | 木曜 15:55 - 16:50 | 遅れネット |

## スタッフ

### レギュラー版
- 制作統括：石塚大志（フジテレビ、2019年8月28日 -）
- ナレーター：近藤サト
- 構成：石原健次（第2回-）、樅野太紀、カツオ、大平尚志、デーブ八坂、澤井直人
- TP：山下悠介（毎週）、高瀬義美（不定期）
- SW：藤本敏行
- CAM：伊郷憲二、森内一行（共にスタジオ）、佐藤雄介（ロケ）
- VE：山下将平、土井理沙（共にスタジオ）、戸谷三紀、武廣吉則（ロケ）
- AUD：小清水健治、高宮哲郎（週替り）
- 照明：安藤雄郎、樽橋秀満（週替り）
- 美術プロデュース：平井秀樹（フジテレビ）
- デザイン：鈴木賢太（フジテレビ）[9]
- アートコーディネーター：内山高太郎
- 大道具：瀬名波康之
- アクリル装飾：鈴木竜
- 電飾：後藤佑介
- 小道具：門間誠
- 生花装飾：荒川直史
- 植木装飾：後藤健
- メイク：山田かつら
- マルチ：マルチバックス
- 編集：園田行以、橋上憲二、佐藤克哉（週替り）
- MA：細川健太郎、山田謙一（週替り）
- 音響効果：矢部公英
- CG：鈴木鉄平（フジテレビ）
- 広報：亀山哲生（フジテレビ）
- リサーチ：スコープ、宇津木瞳子
- TK：水越理恵
- デスク：中谷佳代子
- 技術協力：フジアール、fmt、ニユーテレス、STUDIO WELt、アッパーアローズ、ESPACIO（ES →途中から）、ライズ・アップ、バンエイト、ターンアップ、エスパシオ
- 制作協力：IVSテレビ制作、スイッチ、EPOCL、スクイズ、アール（週替り）
- AD：片岡新己留（フジテレビ）、那須光輝、吉成あゆみ、山内愛実、石鉢智也、瀬田真弓、桂田心、外山由佳、河野稚奈、土屋友輝、津村桃子、諸見里朝大、松本美久、玉置遼、桑村大地、高橋宏美、石川響、平野正貴、小島響子、田中英梨子、永田敦也、京和幸、坂本清馬、廣井優樹、松本莉紗、山田寿美香、野瀬太裕、保志場脩斗、山内麻由佳（週替り）
- AP：倉科知美、宮崎孝幸（毎週）、橋本苑香、渡邊恵美、今尾千里、近藤梨紗、白木昌平、重見真貴、石平萌、椿恵介（週替り）
- FD：近藤勇希（毎週ADの回あり）、木村美早紀（以前は週替りAD）
- ディレクター：須原淳一郎・林佳祐・湯本健一郎（共にIVSテレビ制作）、瀬津巧、蔡理皓、鈴木章浩（オンリー・ワン）、木坂優介、得能和貴、松尾竜二、松延由子（スクイズ）、塩澤駿介、井上大生、林浩平、石野将、小杉隆史、松清弘卓（ビアーズ）、宇野慎也、高橋慎耶、佐藤駿、櫛田健太郎、大保大輔、吉原崇弥（EPOCL）、渡部一貴（IVSテレビ制作）、金丸恵理子（THE WORKS）、兒井未祐、柴田玲奈・吉田憲祐（共にIVSテレビ制作）、宮本一繁、黒澤寛、横田裕昌、伊原雄樹、三宅佑治（HIHO-TV）、佐藤憲吾、岸岡亮、中山祐三子、荻野美樹（荻野→以前はAD）、井筒健太（井筒→ADの回あり）、石川隼（フジテレビ）、深代琢也、石坂啓人、稲上佳奈（稲上→以前はAD）（週替り）
- 演出/ディレクター：林隆輔、高橋謙（高橋→SWITCH）
- 制作プロデューサー：坪井理紗・梶山智未・開発勇輔（共にEPOCL）、渡邊正人・近藤照代・勝又郁乃（共にIVSテレビ制作）、杉原亮一・碓氷容子（共にアール）、増谷秀行（ザ・スピングラス）、原田廣一・椿恵介（共にSWITCH）、木内美歩・下田亮太（共にスクイズ）、石川敬大（フジテレビ）（週替り）
- 演出：大平進士（EPOCL）、多田隆人・千頭浩隆（共にIVSテレビ制作）、中嶋亮介（アール）、横山健一（スクイズ）、筧大輝（フジテレビ）、安井章浩（デフコンファイブ）（週替り）
- プロデューサー：江本薫（フジテレビ、2018年5月23日 -）
- 総合演出：平野彰子
- チーフプロデューサー：北口富紀子（フジテレビ、2019年1月16日 -、以前はプロデューサー）
- 制作：フジテレビ編成制作局制作センター第二制作室（2019年6月までは編成局制作センター第二制作室）
- 制作著作：フジテレビ

#### 過去のスタッフ
- TP：高瀬義美
- 海外コーディネーター：花田賢
- メイク：霜野由佳
- 広報：高木秀幸（フジテレビ）
- プロデューサー：挾間英行（フジテレビ、一時離脱►復帰►2019年8月7日まで）
- チーフプロデューサー：小仲正重（フジテレビ）

### パイロット版
- ナレーター：近藤サト
- 企画・プロデュース：島本亮
- 構成：石原健次、カツオ（第2回）、デーブ八坂（第2回）
- 美術プロデュース：平井秀樹
- デザイン：鈴木賢太
- 美術進行：内山高太郎
- 大道具：瀬名波康之
- アクリル装飾：鈴木竜
- 電飾：後藤佑介
- 小道具：門間誠
- 生花装飾：荒川直史
- 植木装飾：後藤健
- CG：鈴木鉄平
- TP：高瀬義美
- SW：藤本敏行
- CAM：伊郷憲二（第2回）
- VE：宮本学（第2回）
- AUD：松原瑞貴
- マルチ（第2回）：野崎裕康
- TK：水越理恵
- 照明：安藤雄郎
- EED：生田目隼
- MA：森川亨祐（第2回）
- デスク：高橋沙織
- 音響効果：矢部公英
- リサーチ：吉田真理子（スコープ、第2回）
- 協力：フジアール、ニユーテレス、アッパーアローズ、fmt、スタジオヴェルト
- AD：近藤勇希、近藤未来（第2回）、田端美鈴（第2回）、福田圭介（第2回）、小林亜実（第2回）、鈴木安悠花（第2回）
- AP：尾台優美、勝又郁乃
- ディレクター：大平進士、横山健一（第2回）、瀬津巧、蔡理皓
- プロデューサー：山本布美江、大川友也、川島典子、坪井理紗（第2回）
- 演出：平野彰子（第1回では総合演出）
- チーフプロデューサー：小仲正重
- 制作：フジテレビ編成局制作センター第2制作室
- 制作著作：フジテレビ

#### 過去のスタッフ
いずれも2017年時点では第1回のみを担当。
- 構成：石井裕之、島本裕太
- CAM：小川利行
- VE：原啓教
- 照明：小熊豊
- EED：細谷大輔
- MA：細川健太郎
- リサーチ：スコープ
- 協力：イエローデザイン、サンフォニックス
- AD：市村祐真、浅川智実
- AP：谷内愛
- ディレクター：山崎貴博、豊川康成
- 演出：井口泰志
- プロデューサー：内山慶祐、増谷秀行
- 制作協力：unit